# Hugo I., grof Mainea
Hugo I. (fra. Hugues Ier; umro 26. ožujka 931./u rujnu 960.) bio je francuski plemić, grof Mainea.

## Životopis
Rođen je oko 890. god. Bio je sin grofa Rogerija od Mainea i njegove žene Rotilde, preko koje je bio unuk kralja Franaka, Karla II. Ćelavog i njegove druge supruge, kraljice Richilde. Imao je sestru, kojoj je ime možda bilo Judita (umrla 925.).
Oko 900. godine Hugo je naslijedio oca na mjestu grofa. Njegova sestra udala se za Huga Velikog.
Hugo od Mainea ušao je u sukob sa svojim bratićem, kraljem Karlom III. Glupim, nakon što je kralj ukinuo svojoj teti Rotildi, Hugovoj majci, određene povlastice koje je dotad uživala.
Hugo je oženio nepoznatu ženu, koja mu je rodila jednog sina, Huga II. od Mainea.
|  | Portal Francuske – Pristup člancima s tematikom o Francuskoj. |